# Lijst van voormalige spoorwegstations in Overijssel
Dit is een lijst van voormalige spoorwegstations in Overijssel.

## Spoorlijn Arnhem - Leeuwarden(Staatslijn A)
- Stopplaats Colmschate (1890)
- Stopplaats Snippeling (1890)
- Stopplaats Boksbergerweg (1891)
- Stopplaats De Platvoet (1891)
- Stopplaats Rande (1891)
- Diepenveen West (1866)
- Stopplaats Puinweg (1891)
- Stopplaats Hoenlo (1891)
- Stopplaats Beltenweg (1891)
- Stopplaats Duurschestraat (1891)
- Stopplaats De Boerhaar (1891)
- Stopplaats Bovendorp (1891)
- Stopplaats Wijnvoorden (1895)
- Stopplaats Herxen (1891)
- Windesheim (1866)
- Stopplaats Herculo (1891)
- Stopplaats Ittersum (1891)
- Stopplaats Berkum (1867)
- Dedemsvaart (1867)
- Staphorst (1867)
- Stopplaats Willemsoord (1895)

## Spoorlijn Zutphen - Glanerbrug(Staatslijn D)
- Markelo (1865)
- Stopplaats Wiene (1908)
- Stopplaats Tuindorp-Nijverheid (1927)
- Stopplaats Hengelo FBK stadion (1988)
- Stopplaats De Waarbeek (1927)
- Stopplaats Hengeloschestraat (1927)
- Stopplaats Oldenzaalschestraat (1927)

## Spoorlijn Utrecht - Kampen(Centraalspoorweg)
- Station Zwolle NCS (1864)
- Zwolle Veerallee (1900)
- Mastenbroek (1865)

## Spoorlijn Doetinchem - Hengelo GOLS(GOLS)
De stations Haaksbergen, Zoutindustrie en Boekelo zijn nog in gebruik bij de Museum Buurtspoorweg.
- Hengelo GOLS (1883)

## Spoorlijn Boekelo - Oldenzaal EO(EO)
- Stopplaats Usselo (1886)
- Enschede-Noord (1885)
- Stopplaats Roomweg (1928)
- Lonneker (1890)
- Oldenzaal EO (1890)

## Spoorlijn Almelo - Salzbergen
- Stopplaats Zenderen

## Spoorlijn Apeldoorn - Deventer(NLM)
- Stopplaats IJsselbrug (1888)
- Station Bandijk (1945)

## Spoorlijn Deventer - Almelo(NLM)
- Colmschate (1888)
- Bannink (1888)
- Bathmen (1888)
- Dijkerhoek (1888)
- Notter (1888)

## Spoorlijn Mariënberg - Almelo(NLM)
- Stopplaats Westerhoeve (1945)
- Stopplaats Aadorp (1931)
- Geerdijk (2016)

## Spoorlijn Zwolle - Stadskanaal(NOLS)
- Stopplaats Herfte-Veldhoek (1903)
- Stopplaats Marshoek-Emmen (1903)
- Stopplaats Rechteren (1903)
- Vilsteren (1903)
- Stopplaats Sterkamp (1903)
- Junne (1905)
- Stopplaats Beerze (1905)
- Bergentheim (1905)
- Stopplaats Brucht
- Stopplaats Baalder-Radewijk (1905)
- Stopplaats De Haandrik (1905)

## Spoorlijn Neede - Hellendoorn
- Diepenheim (1910)
- Goor West (1910)
- Stopplaats Elsenerbroek (1910)
- Halte Enter (1910)
- Stopplaats Zuna (1910)
- Nijverdal Zuid (1910)
- Hellendoorn (1910)

## Spoorlijn Deventer - Ommen
- Diepenveen Oost (1910)
- Stopplaats Hoek (1910)
- Halte Eikelhof (1910)
- Stopplaats Hiethaar (1910)
- Wesepe (1910)
- Stopplaats Pleegste (1910)
- Stopplaats Langkamp (1910)
- Stopplaats Linderte (1910)
- Stopplaats Crisman (1910)
- Stopplaats Posthoorn (1910)
- Lemelerveld (1910)
- Stopplaats Dalmsholte (1910)

## Spoorlijn Doetinchem - Hengelo GOLS(GOLS)
- Stopplaats Twekkelo (1887)
- Halte Hengelosche Bad- en Zweminrichting (1890)

## Spoorlijn Enschede-Zuid - Ahaus(Zuiderspoor)
- Enschede-Zuid
- Broekheurne

## Spoorlijn Zwolle - Almelo
- Stopplaats Laag Zuthem (1950)
- Stopplaats Haarle
- Nijverdal West (2013)

## Tramlijn Oldenzaal - Denekamp
- Halte Bentheimerstraat
- Rossum (1903)
- Halte Volthe
- Halte Beuningen (1903)
- Halte Dinkeloord
- Denekamp (1903)

## Overige stations
- Bethlehem
- Ter Denge
- Essenhuis
- Glane
- Kampen Zuid (1913)
- Losser
- Steenfabriek
- Tol